# Android Oreo

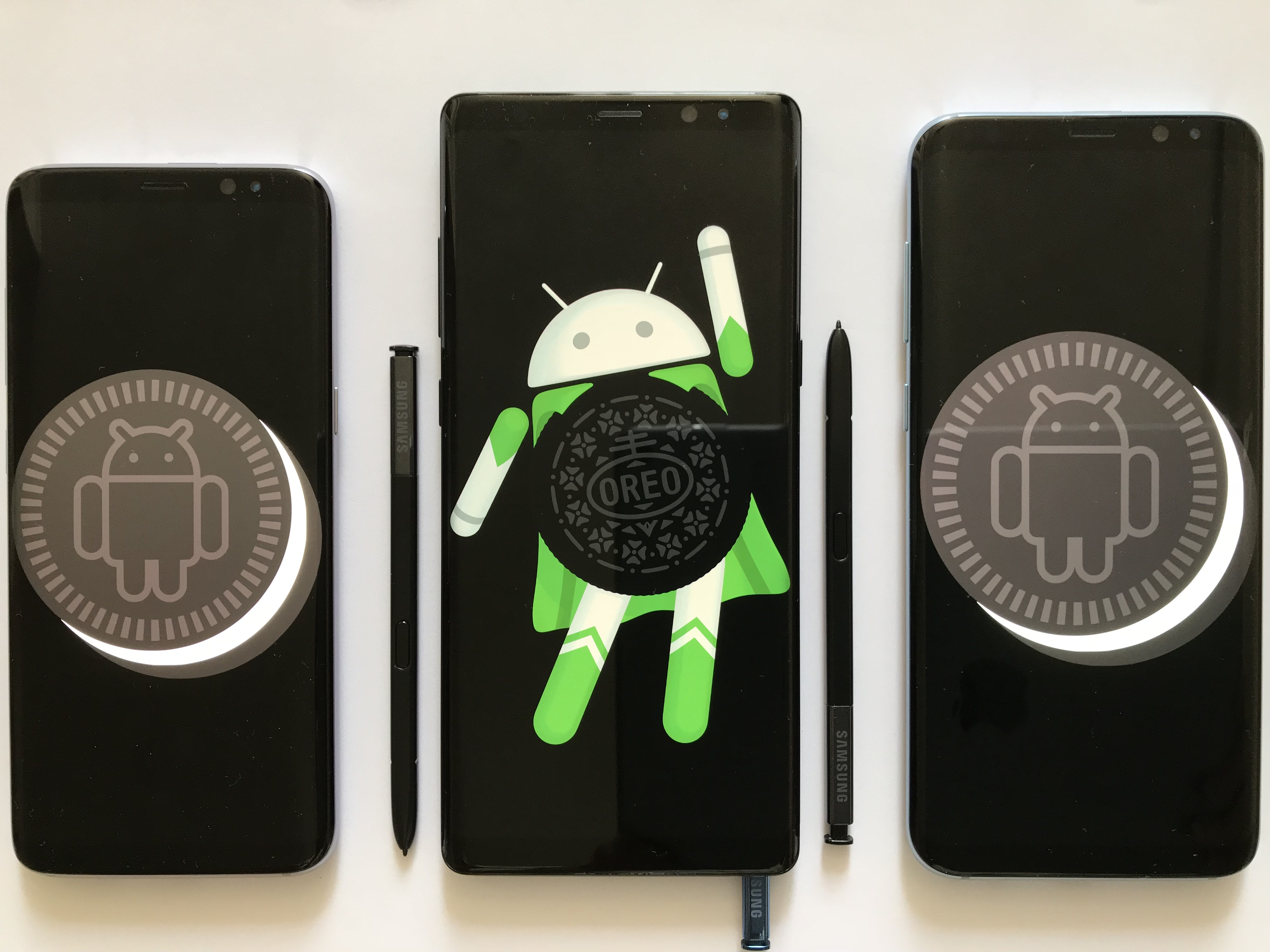
Android 8.1 auf drei Geräten der Samsung-Galaxy-Note-Reihe

Android Oreo (Codename Android O während der Entwicklung) ist die achte Hauptversion und die 15. Version des mobilen Betriebssystems Android. Es wurde erstmals im März 2017 als Entwickler-Vorschau in Alpha-Qualität veröffentlicht und am 21. August 2017 für die Öffentlichkeit freigegeben.
Es enthält eine Reihe von wichtigen Funktionen, einschließlich der Gruppierung von Benachrichtigungen, Bild-in-Bild-Unterstützung für Videos, Leistungsverbesserungen und Optimierung des Akkuverbrauchs sowie Unterstützung für Autofiller, Bluetooth 5, Integration auf Systemebene mit VoIP-Apps, breite Farbskalen und Wi-Fi Aware. Android Oreo führt außerdem zwei wichtige Plattformfunktionen ein: Android Go – eine Software-Distribution des Betriebssystems für Low-End-Geräte – und Unterstützung für die Implementierung einer Hardware-Abstraktionsschicht.
Mit Stand vom August 2023 laufen 5,99 % der Android-Geräte mit Oreo, es nimmt hinter Android Pie (9) mit 7,55 %, Android 10 mit 9,72 %, Android 11 mit 19,98 %, Android 12 mit 20,52 % und Android 13 mit 30,33 % den sechsten Rang der verbreitetsten Androidversionen ein.